# 実質
| ウィキペディアには「実質」という見出しの百科事典記事はありません（タイトルに「実質」を含むページの一覧/「実質」で始まるページの一覧）。 代わりにウィクショナリーのページ「実質」が役に立つかもしれません。 |